# Blanca Ovelar

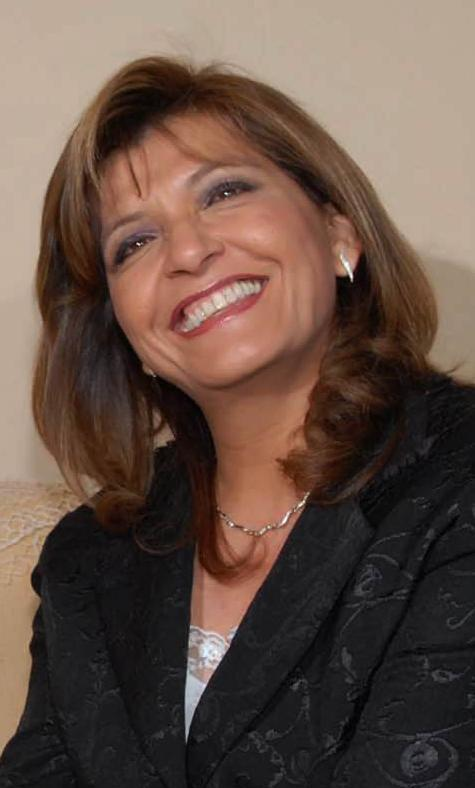
Blanca Ovelar

Blanca Ovelar (* 2. September 1957 in Concepción) ist eine paraguayische Politikerin (Partido Colorado). Unter Nicanor Duarte Frutos war sie Ministerin für Bildung und Kultur. 2008 war sie Präsidentschaftskandidatin ihrer Partei.

## Leben
1981 arbeitete sie als Grundschullehrerin. Später studierte sie in Asunción und machte 1991 ihren Abschluss als  Psychologin an der Universidad Nacional de Asunción. Von April 2002 bis Juli 2007 war sie Paraguays Ministerin für Bildung und Kultur. Als Nachfolgerin ihres Parteikollegen Nicanor Duarte Frutos bewarb sie sich im April 2008 als Präsidentin Paraguays; bei den Wahlen unterlag sie Fernando Lugo.
Blanca Ovelar ist mit Ramón Duarte Rodas verheiratet und Mutter von drei Kindern.